# Bross Townsend

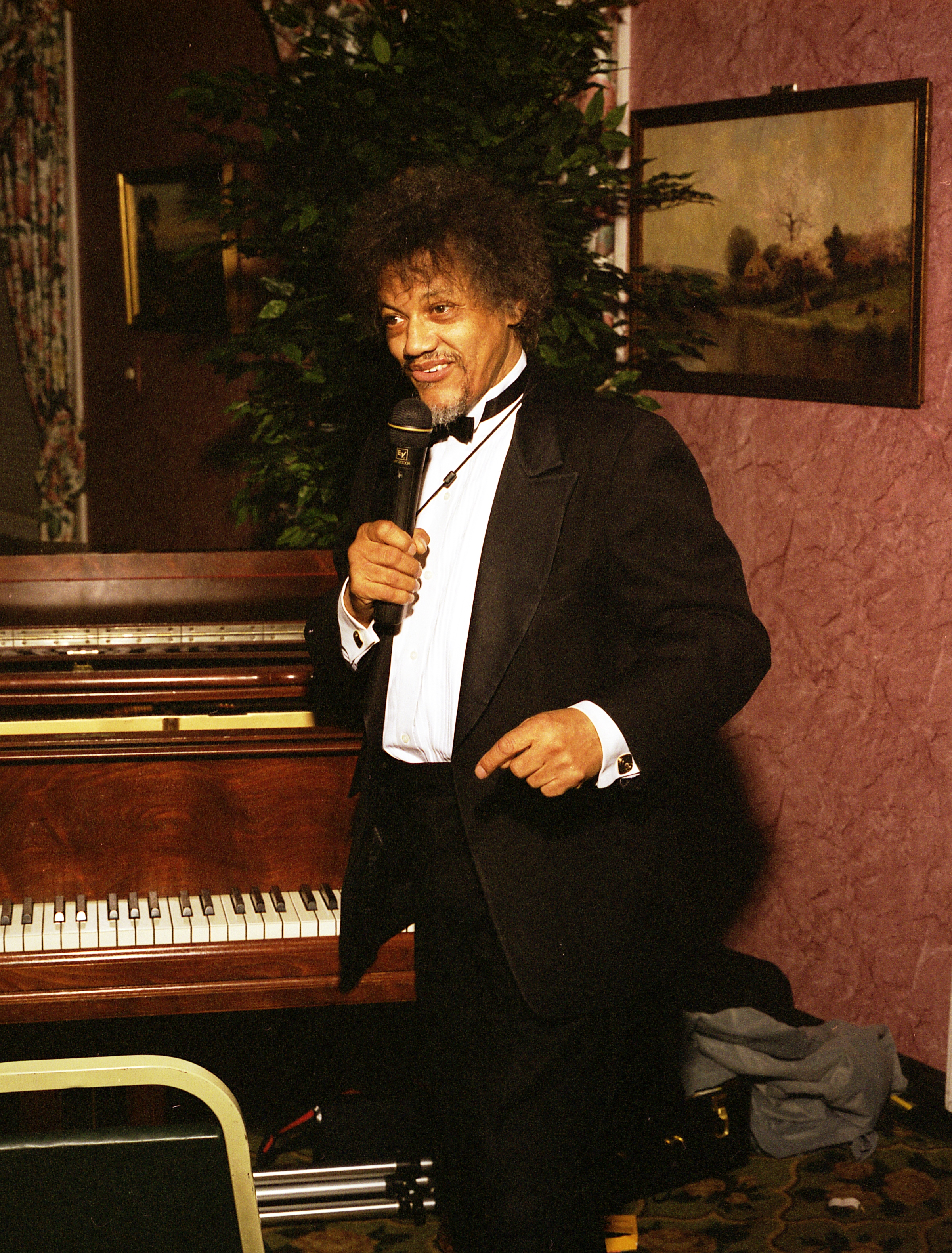
Bross Townsend, 1998

Bross Elvie Townsend Jr. (* 18. Oktober 1933 in Princeton (Kentucky); † 12. Mai 2003 in New York City) war ein US-amerikanischer Blues- und Jazz-Pianist.

## Leben
Townsends Vater war ebenfalls Pianist, der seinem Sohn mit sieben Jahren Klavier spielen ließ. Nach dem Studium am Cleveland Institute of Music begleitete er lokale Sänger wie Jimmy Scott und Wynonie Harris; ab 1953 arbeitete er als freischaffender Musiker, u. a. mit Gene Ammons, John Coltrane, Memphis Slim und Jimmy Reed. Als Solist tourte er mehrmals durch Europa. Ab 1959 bis zu seinem Tod im Jahr 2003 arbeitete Townsend in New York City, u. a. mit Warren Smith (ab 1973 im Composer’s Workshop Ensemble), Carrie Smith, Bubba Brooks, Woody Herman, Diana Ross, Kalaparusha Maurice McIntyre, Arvell Shaw, Bob Cunningham und Bernard Purdie; außerdem trat er weiter als Solist auf. Townsend erblindete Mitte der 1990er Jahre, setzte aber seine Karriere fort, u. a. als Begleiter von Norman Mapp. Sein einziges Album unter eigenem Namen war I Love Jump, das 1995 bei Claves Records erschien.